# Vincetoxicum heydei
Vincetoxicum heydei är en oleanderväxtart som först beskrevs av J. D. Hooker, och fick sitt nu gällande namn av Carl Ernst Otto Kuntze. Vincetoxicum heydei ingår i släktet tulkörter, och familjen oleanderväxter. Inga underarter finns listade i Catalogue of Life.